# دوريس هارت
دوريس هارت (بالإنجليزية: Doris Hart)‏ مواليد 20 يونيو 1925 في سانت لويس - الوفاة 29 مايو 2015 في كورال غيبلز، فلوريدا، كانت لاعبة كرة مضرب أمريكية سابقة، اعتزلت اللعب في 1955. سبق أن كانت المصنفة الأولى عالمياً. كما أنها إحدى بطلات الجراند سلام.

## إنجازات
تُعتبر هارت ثاني لاعبة كرة مضرب تفوز بجميع بطولات الغراند سلام (سنة 1950). كما كانت هارت أول لاعبة في التاريخ تفوز بألقاب جميع الفئات في بطولات الجراند سلام (ملبورن الأسترالية ورولان غاروس الفرنسية وويمبلدون الإنكليزية وفلاشينغ ميدوز الأميركية)، أي في فئات الفردي والزوجي والزوجي المختلط.

## نهائيات الجراند سلام

### فوز (6)
| السنة | البطولة             | الخصم في النهائي    | النتيجة       |
| 1949  | أستراليا المفتوحة   | نانسي وين بولتون    | 6–3, 6–4      |
| 1950  | رولان غاروس         | باتريشيا كانينغ تود | 6–4, 4–6, 6–2 |
| 1951  | ويمبلدون            | شيرلي فراي ايرفين   | 6–1, 6–0      |
| 1952  | رولان غاروس (2)     | شيرلي فراي ايرفين   | 6–4, 6–4      |
| 1954  | أمريكا المفتوحة     | لويز بروف           | 6–8, 6–1, 8–6 |
| 1955  | أمريكا المفتوحة (2) | باتريشيا وارد       | 6–4, 6–2      |

### وصيفة (12)
| السنة | البطولة           | الخصم في النهائي      | النتيجة       |
| 1946  | أمريكا المفتوحة   | بولين بيتز            | 9–11, 3–6     |
| 1947  | رولان غاروس       | باتريشيا كانينغ تود   | 3–6, 6–3, 4–6 |
| 1947  | ويمبلدون          | مارغريت أوزبورن دوبون | 2–6, 4–64     |
| 1948  | ويمبلدون          | لويز بروف             | 3–6, 6–8      |
| 1949  | أمريكا المفتوحة   | مارغريت أوزبورن دوبون | 3–6, 1–6      |
| 1950  | أستراليا المفتوحة | لويز بروف             | 4–6, 6–3, 4–6 |
| 1950  | أمريكا المفتوحة   | مارغريت أوزبورن دوبون | 4–6, 3–6      |
| 1951  | رولان غاروس       | شيرلي فراي ايرفين     | 3–6, 6–3, 3–6 |
| 1952  | أمريكا المفتوحة   | مورين كونولي          | 3–6, 5–7      |
| 1953  | رولان غاروس       | مورين كونولي          | 2–6, 4–6      |
| 1953  | ويمبلدون          | مورين كونولي          | 6–8, 5–7      |
| 1953  | أمريكا المفتوحة   | مورين كونولي          | 2–6, 4–6      |

## روابط خارجية
- دوريس هارت على موقع رابطة محترفات التنس (الإنجليزية)
- دوريس هارت على موقع الاتحاد الدولي لكرة المضرب (الإنجليزية)
- دوريس هارت على موقع قاعة مشاهير كرة المضرب الدولية (الإنجليزية)
- دوريس هارت على موقع خلاصة التنس.كوم (الإنجليزية)
- دوريس هارت على موقع قاعة فلوريدا للمشاهير الرياضية (الإنجليزية)